# Primeira Divisão 1977/1978
Primeira Divisão 1977/78 byla nejvyšší portugalskou fotbalovou soutěží v sezoně 1977/78. Vítězem se stal a do Poháru mistrů evropských zemí 1978/79 se kvalifikoval tým FC Porto, Pohár UEFA 1978/79 hrály týmy Benfica Lisabon a SC Braga. Účast v Poháru vítězů pohárů 1978/79 si zajistil vítěz portugalského poháru Sporting Lisabon.
Ligy se zúčastnilo celkem 16 celků, soutěž se hrála způsobem každý s každým doma-venku (celkem tedy 30 kol) systémem podzim-jaro. Sestoupily poslední 4 týmy.

## Tabulka
| Poř. | Tým                  | Z  | V  | R  | P  | VG | OG | B  |
| ---- | -------------------- | -- | -- | -- | -- | -- | -- | -- |
| 1.   | FC Porto             | 30 | 22 | 7  | 1  | 81 | 21 | 51 |
| 2.   | Benfica Lisabon      | 30 | 21 | 9  | 0  | 56 | 11 | 51 |
| 3.   | Sporting Lisabon     | 30 | 19 | 4  | 7  | 63 | 30 | 42 |
| 4.   | SC Braga             | 30 | 16 | 6  | 8  | 42 | 27 | 38 |
| 5.   | CF Os Belenenses     | 30 | 14 | 8  | 8  | 25 | 21 | 36 |
| 6.   | Vitória Guimaraes    | 30 | 12 | 7  | 11 | 33 | 28 | 31 |
| 7.   | Boavista FC          | 30 | 10 | 8  | 12 | 36 | 38 | 28 |
| 8.   | Académica de Coimbra | 30 | 11 | 4  | 15 | 41 | 49 | 26 |
| 9.   | Vitória Setúbal      | 30 | 8  | 10 | 12 | 29 | 40 | 26 |
| 10.  | Varzim SC            | 30 | 9  | 7  | 14 | 26 | 38 | 25 |
| 11.  | GD Estoril Praia     | 30 | 8  | 9  | 13 | 25 | 36 | 25 |
| 12.  | CS Marítimo (N)      | 30 | 8  | 7  | 15 | 22 | 45 | 23 |
| 13.  | Portimonense SC      | 30 | 8  | 7  | 15 | 29 | 39 | 23 |
| 14.  | SC Espinho (N)       | 30 | 8  | 6  | 16 | 30 | 52 | 22 |
| 15.  | GD Riopele (N)       | 30 | 6  | 9  | 15 | 23 | 51 | 21 |
| 16.  | CD Feirense (N)      | 30 | 5  | 2  | 13 | 24 | 59 | 12 |

|  | Pohár mistrů evropských zemí 1978/79 |
|  | Pohár vítězů pohárů 1978/79          |
|  | Pohár UEFA 1978/79                   |
|  | Sestup do Segunda Divisão            |
|  | (N) - nováček                        |

## Nejlepší střelci
| P. | Nár         | Hráč              | Tým                  | Branky |
| -- | ----------- | ----------------- | -------------------- | ------ |
| 1. | Portugalsko | Fernando Gomes    | FC Porto             | 25     |
| 2. | Portugalsko | Chico Gordo       | SC Braga             | 20     |
| 3. | Portugalsko | António Oliveira  | FC Porto             | 19     |
| 4. | Portugalsko | Rui Jordão        | Sporting Lisabon     | 15     |
| 4. | Portugalsko | Joaquim Rocha     | Académica de Coimbra | 15     |
| 6. | Brazílie    | Mané              | Vitória Guimaraes    | 14     |
| 6. | Brazílie    | Serginho          | CD Feirense          | 14     |
| 6. | Portugalsko | Manuel Fernandes  | Sporting Lisabon     | 14     |
| 9. | Brazílie    | Manoel            | Sporting Lisabon     | 13     |
| 9. | Portugalsko | Albertino Pereira | Boavista FC          | 13     |